# UFC on ESPN: Makhachev vs. Moisés
UFC on ESPN: Makhachev vs. Moisés（ユーエフシー・オン・イーエスピーエヌ：マカチェフ・バーサス・モイゼス、別名UFC on ESPN 26）は、アメリカ合衆国の総合格闘技団体「UFC」の大会の一つ。2021年7月17日、ネバダ州ラスベガスのUFC APEXで開催された。

## 大会概要
本大会はイスラム・マカチェフとティアゴ・モイゼスのライト級戦が組まれた。

## 試合結果

### プレリミナリーカード
第1試合 ヘビー級 5分3R
○  ホドリゴ・ナシメント vs.  アラン・ボドウ ×
2R 1:29 TKO（スタンドパンチ連打）
第2試合 フライ級 5分3R
○  マルコム・ゴードン vs.  フランシスコ・フィゲイレード ×
3R終了 判定3-0（30-27、29-28、29-28）
第3試合 バンタム級 5分3R
○  セルゲイ・モロゾフ vs.  カリッド・タハ ×
3R終了 判定3-0（30-27、30-27、30-27）
第4試合 女子ストロー級 5分3R
○  アマンダ・レモス vs.  モンツェラート・ルイス ×
1R 0:35 TKO（左フック→パウンド）
第5試合 ウェルター級 5分3R
○  ダニエル・ロドリゲス vs.  プレストン・パーソンズ ×
1R 3:47 TKO（パウンド）

### メインカード
第6試合 フェザー級 5分3R
○  ビリー・クアランティーロ vs.  ガブリエル・ベニテス ×
3R 3:40 TKO（パウンド）
第7試合 ミドル級 5分3R
○  ホドウフォ・ヴィエイラ vs.  ダスティン・シュトルツフス ×
3R 1:54 リアネイキドチョーク
第8試合 ライト級 5分3R
○  マテウス・ガムロット vs.  ジェレミー・スティーブンス ×
1R 1:05 キムラロック
第9試合 女子バンタム級 5分3R
○  ミーシャ・テイト vs.  マリオン・レノー ×
3R 1:53 TKO（パウンド）
第10試合 ライト級 5分5R
○  イスラム・マカチェフ vs.  ティアゴ・モイゼス ×
4R 2:38 リアネイキドチョーク

### 各賞
ファイト・オブ・ザ・ナイト：ビリー・クアランティーロ vs. ガブリエル・ベニテス
パフォーマンス・オブ・ザ・ナイト：ミーシャ・テイト、マテウス・ガムロット、ホドウフォ・ヴィエイラ、ホドリゴ・ナシメント
各選手にはボーナスとして5万ドルが授与された。

### カード変更
負傷などによるカードの変更は以下の通り。